# Beiers voetbalkampioenschap 1906/07
In 1906/07 werd het tweede Beiers voetbalkampioenschap gespeeld, dat georganiseerd werd door de Zuid-Duitse voetbalbond. Nadat de Beierse competitie in het voorgaande jaar nog onderdeel waren van de Südkreisliga, werden ze nu overgeheveld naar de nieuwe Ostkreisliga. 
De competitie was in twee reeksen verdeeld en beide winnaars bekampten elkaar voor een ticket voor de Zuid-Duitse eindronde. 1. FC Nürnberg won en plaatste zich rechtstreeks voor de finale, die ze verloren van Freiburger FC. 
FC Bayern München was op 1 januari 1906 onderdeel van Münchener SC en speelde voortaan als FA Bayern in Münchener SC. 

## 1. Liga Ostkreis

### Mittelfranken
| Plaats | Club                | Wed. | W | G | V | Saldo | Ptn. |
| ------ | ------------------- | ---- | - | - | - | ----- | ---- |
| 1.     | 1. FC Nürnberg      | 8    |   |   |   | 58:10 | 16:0 |
| 2.     | SG Franken Nürnberg | 8    |   |   |   | 20:21 | 10:6 |
| 3.     | SpVgg Fürth         | 8    |   |   |   | 39:25 | 8:8  |
| 4.     | SV Noris Nürnberg   | 8    |   |   |   | 20:44 | 5:11 |
| 5.     | FC Wacker Nürnberg  | 8    |   |   |   | 7:44  | 1:15 |

|  | Geplaatst voor finale |
|  | Degradatie            |

### Oberbayern
| Plaats | Club                      | Wed. | W | G | V | Saldo | Ptn. |
| ------ | ------------------------- | ---- | - | - | - | ----- | ---- |
| 1.     | MTV München               | 8    | 6 | 1 | 1 |       | 13:3 |
| 2.     | FA Bayern im Münchener SC | 8    | 5 | 3 | 0 |       | 13:3 |
| 3.     | FC Bavaria 1899 München   | 8    | 3 | 2 | 3 |       | 8:8  |
| 4.     | TV 1860 München           | 8    | 2 | 2 | 4 |       | 6:10 |
| 5.     | Turnerschaft München      | 8    | 0 | 0 | 8 |       | 0:16 |

### Finale
Heen
|  |                |       |                  |          |
|  | 1. FC Nürnberg | 4 - 4 | MTV München 1879 | Nürnberg |
|  |                |       |                  | Nürnberg |

Terug
|  |                  |       |                |         |
|  | MTV München 1879 | 3 - 4 | 1. FC Nürnberg | München |
|  |                  |       |                | München |